# Amédée de Noé

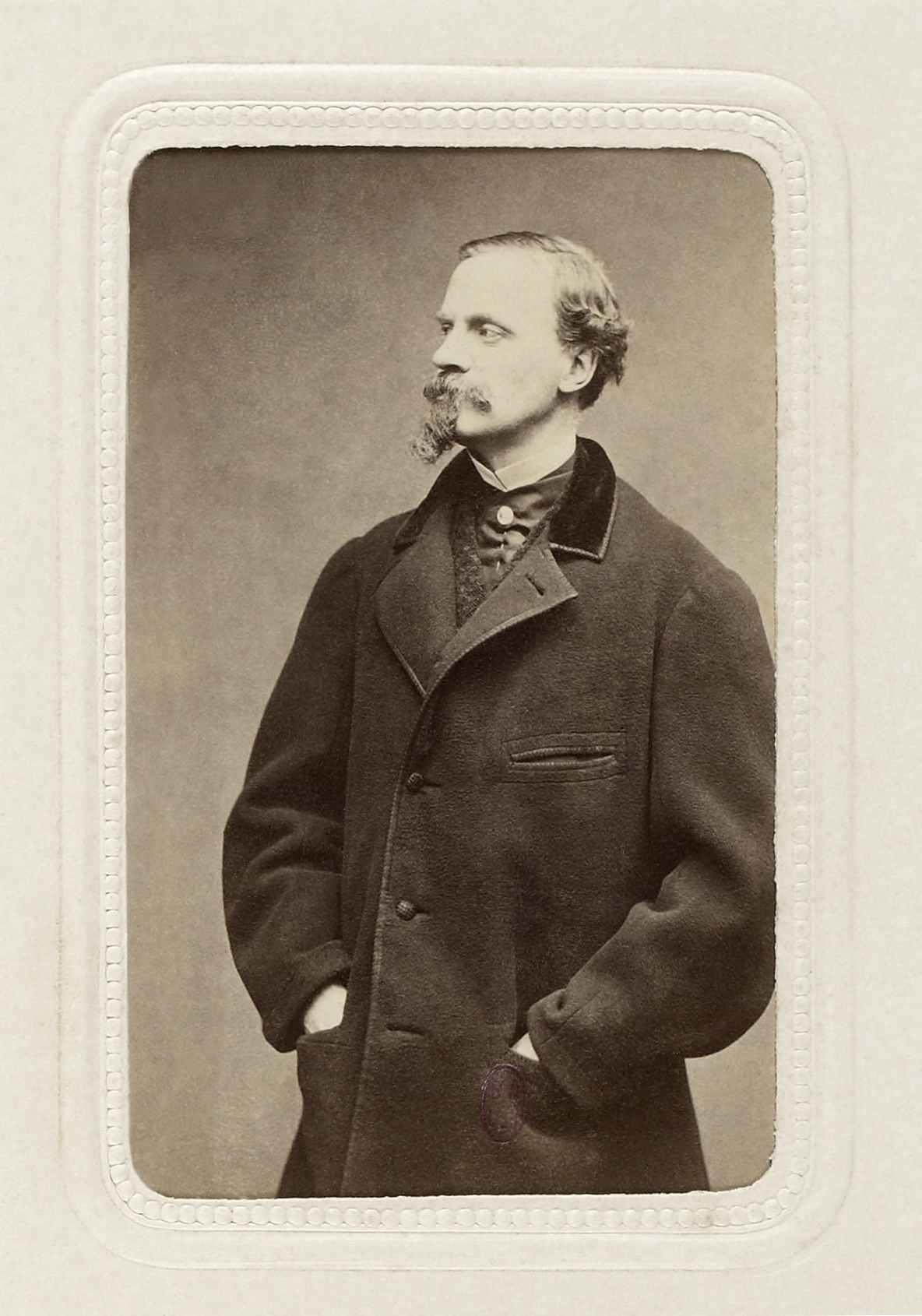
Cham.

Amédée de Noé, känd under pseudonymen Cham, född 26 januari 1819 i Paris, död 6 november 1879 i Paris, var en fransk karikatyrtecknare.
Cham var lärjunge till Nicolas Charlet och uppträdde tidigt som karikatyrtecknare, från 1843 i Charivari under sin sedan bibehållna pseudonym. Cham skildrade vardagslivet i sin samtid, särskilt Napoleon III:s Paris. Utom i tidningar och tidskrifter uppträdde han också med karikatyralbum, såsom La grammaire illustrée, Histoire comique de l'assemblée nationale.